# Potopis
Potopis je popis potovanja pisca, ki je z osebnimi doživetji in deloma poetičnim prikazovanjem že od nekdaj priljubljen kot nenavadno poročilo o daljnih deželah in ljudstvih.
Potopis opisuje pokrajine in njihove prebivalce, podaja kulturno sliko kraja ter kaže tamkajšnje ljudske običaje in dogodke tako, da vzbuja v bralcu občutek, kakor da sam potuje po opisanih deželah. Dober potopis ni samo poučen, ampak vselej tudi zabaven in zanimiv. Taka oblika pisanja se je večkrat priljubila umetnikom in tako so nastali leposlovni potopisi ali potopisni romani.
Potopisna književnost je že od antike naprej razcepljena na pesniško svobodno, fantastično potopisno književnost (Homer, Odiseja). Iz starejšega svetovnega slovstva je zelo znano delo Milione Benečana Marca Pola, ki je petindvajset let bival v Aziji in njegova dela so v srednjem veku znatno razširila znanje o Daljnem vzhodu. V novejšem času sta znamenita potopisna dela pisala norveški polarni raziskovalec Fridtjof Nansen in švedski raziskovalec Azije Sven Hedin.
Med starejšimi slovenskimi potopisci prednjačijo: Levstik (Popotovanje od Litije do Čateža), Erjavec (Pot iz Ljubljane v Šiško, Kako se je slinarju z Golovca po svetu godilo), Mencinger (Moja hoja na Triglav). Med potopisci sedanjega časa pa prednjačijo Alma Karlin, Tomo Križnar in Zvone Šeruga.

## Nekaj slovenskih potopisov
- Ignacij Knoblehar: Potovanje po Beli reki (1850)
- Mihael Verne: Potovanje v Sveto deželo (1857)
- Jožef Levičnik: Popotni spominki: Romanje k Sv. krvi v Zgornjem Gorotanu (1872)
- Jakob Gomilšak: Potovanje v Rim (1878)
- Vekoslav Vakaj: Jugoslovani v Zlati Pragi in slavnem Velegradu: potopisne črtice (1886)
- Ivan Križanič: Rimska božja pot in slovenski romarji (1988)
- Anton Aškerc: Izlet v Carigrad (1893)
- Ivan Plantan: Potovanje na Severni rtič (1900)
- Bogumil Vošnjak: Zapiski mladega potnika (1903)
- Franjo Krašovec: Utrinki: črtice in potopisi (1908)
- Niko Ninič: Albanija in Albanci: iz mojih balkanskih spominov (1910)
- Ljudevit Koser: Moji spomini na Pariz (1915)
- Fran Šuklje: S "Karadžoržem" po Sredozemskem morju (1926)
- Rado Bednarik: Od Anapa do Soče: potopisne črtice (1930)
- Ivan Vuk: Po valovih Donave široke: beležke iz popotnega dnevnika (1934)
- France Bevk: Izlet na Špansko: potopisne črtice (1936)
- Josip Grdina: Po širokem svetu: potopis (1938)
- Lovro Kuhar - Prežihov Voranc: Borba na tujih tleh: evropski potopisi (1946)
- Anton Melik: Amerika in ameriška Slovenija: popotni zapiski (1956)
- Maksimilijan Jezernik: Rim-Atene-Nairobi: popis potovanja po Afriki (1963)
- France Bernik: Filmska popotovanja (1966)
- Vid Pečjak: Ameriške razglednice (1970)
- Edvard Kocbek: Krogi navznoter (1977)
- Franc Rode: Mesec dni na Rdečem otoku (1980)
- Dušan Jelinčič: Srečanje nikjer: Potovanje po deželi brez miru (1985)
- Jože Horvat: Lužica in njeni Srbi (1988)
- Jože Dular: Mlini na Kolpi umirajo (1990)
- Evald Flisar: Popotnik v kraljestvu senc (1992)
- Tomo Križnar: Samotne sledi (1993)
- Mateja Debelak: O, Amerika (1994)
- Branko Gradišnik: Strogo zaupno na Irskem (1996)
- Petra Vladimirov: Evforija: 233 kilometrov Pirenejev ob poti do morja (2019)